# Carlo Giorgini
Carlo Giorgini (1820 – 1899) è stato un imprenditore e politico italiano, esponente alla famiglia Giorgini e deputato del Regno d'Italia.
Carlo Giorgini, fratello di Giambattista, seguì come il padre Gaetano Giorgini studi di ingegneria idraulica e si occupò di politica a livello locale. Sposò Adele Ferrugento, figlia di Mansueto che emigrò a Forte dei Marmi dal natio Portogallo. La Ferrugento, filantropa (fu fra i principali fondatori della Società di mutuo soccorso di Forte dei Marmi) e con notevole spirito imprenditoriale, convinse il marito a spostarsi da Massa al Forte dei Marmi, vivendo nel palazzo che oggi ospita le suore canossiane, dove insieme aprirono numerose attività imprenditoriali apportando impulsi economici e politici che culminarono nell'apertura di una banca di credito che operava con i proventi dell'estrazione e della lavorazione del marmo (parteciparono anche all'expo di Parigi del 1878).
Dal matrimonio con Adele nacquero Cesare (morto giovane sotto le armi), Vittorio, Alessandro e Gilda. I due figli maschi proseguirono l'attività imprenditoriale del marmo che ancora oggi continua.